# ماتس بيرغرين
ماتس بيرغرين (من مواليد 1957 في سودرتاليا) كاتب سويدي متخصص في أدب الأطفال والشباب. كان عضوًا في لجنة تحكيم جائزة أستريد ليندغرين التذكارية [الإنجليزية] .

## وصلات خارجية
- الموقع الرسمي